# Konings-Indisch
Binnen het schaken is de Konings-Indische verdediging een opening die in de 19e eeuw werd onderzocht door Louis Paulsen. Het Konings-Indisch is daarna in onbruik geraakt, maar is in de 20e eeuw weer populair geworden door David Bronstein, Isaak Boleslavski, Bobby Fischer, Judit Polgár en Garri Kasparov.
De eerste zetten zijn: 1.d4 Pf6 2.c4 g6. De verdediging is ingedeeld bij de halfgesloten spelen en valt onder ECO-code E61.
| Konings-Indisch     | 1.d4 Pf6 2.c4 g6 (diagram)                                                                     |
| Mengarini           | 1.d4 Pf6 2.c4 g6 3.Dc2                                                                         |
| drie pionnen        | 1.d4 Pf6 2.c4 g6 3.f3                                                                          |
| anti-Grünfeld       | 1.d4 Pf6 2.c4 g6 3.d5                                                                          |
| Donaugambiet        | 1.d4 Pf6 2.c4 g6 3.d5 b5                                                                       |
| versneld fianchetto | 1.d4 Pf6 2.c4 g6 3.g3                                                                          |
| Smyslov             | 1.d4 Pf6 2.c4 g6 3.Pc3 Lg7 4.Pf3 d6 5.Lg5                                                      |
| fianchetto          | 1.d4 Pf6 2.c4 g6 3.Pc3 Lg7 4.Pf3 d6 5.g3                                                       |
| Larsen              | 1.d4 Pf6 2.c4 g6 3.Pc3 Lg7 4.Pf3 d6 5.g3 0-0 6.Lg2 c6 7.0-0 Lf5                                |
| Bronstein           | 1.d4 Pf6 2.c4 g6 3.Pc3 Lg7 4.Pf3 d6 5.g3 0-0 6.Lg2 c6 7.0-0 Da5                                |
| Simagin             | 1.d4 Pf6 2.c4 g6 3.Pc3 Lg7 4.Pf3 d6 5.g3 0-0 6.Lg2 Pc6 7.0-0 Lg4                               |
| Panno               | 1.d4 Pf6 2.c4 g6 3.Pc3 Lg7 4.Pf3 d6 5.g3 0-0 6.Lg2 Pc6 7.0-0 a6                                |
| Joegoslavisch       | 1.d4 Pf6 2.c4 g6 3.Pc3 Lg7 4.Pf3 d6 5.g3 0-0 6.Lg2 c5 7.0-0                                    |
| klassiek fianchetto | 1.d4 Pf6 2.c4 g6 3.Pc3 Lg7 4.Pf3 d6 5.g3 0-0 6.Lg2 Pbd7 7.0-0 e5 8.e4 c6 9.h3                  |
| Kramersysteem       | 1.d4 Pf6 2.c4 g6 3.Pc3 Lg7 4.e4 d6 5.Pge2                                                      |
| Awerbach            | 1.d4 Pf6 2.c4 g6 3.Pc3 Lg7 4.e4 d6 5.Lg5                                                       |
| Makagonov           | 1.d4 Pf6 2.c4 g6 3.Pc3 Lg7 4.e4 d6 5.h3                                                        |
| Pomarvariant        | 1.d4 Pf6 2.c4 g6 3.Pc3 Lg7 4.e4 d6 5.g3 0-0 6.Lg2 e5 7.Pge2                                    |
| Awerbach            | 1.d4 Pf6 2.c4 g6 3.Pc3 Lg7 4.e4 d6 5.Le2 0-0 6.Lg5 c5 7.d5 e6                                  |
| vier pionnen        | 1.d4 Pf6 2.c4 g6 3.Pc3 Lg7 4.e4 d6 5.f4 0-0 6.Le2 c5 7.d5 e6 8.Pf3                             |
| Florentine          | 1.d4 Pf6 2.c4 g6 3.Pc3 Lg7 4.e4 d6 5.f4 0-0 6.Le2 c5 7.d5 e6 8.Pf3 ed 9.e5                     |
| Sämisch             | 1.d4 Pf6 2.c4 g6 3.Pc3 Lg7 4.e4 d6 5.f3 0-0                                                    |
| Byrnevariant        | 1.d4 Pf6 2.c4 g6 3.Pc3 Lg7 4.e4 d6 5.f3 0-0 6.Le3 c6 7.Ld3 a6                                  |
| dubbel fianchetto   | 1.d4 Pf6 2.c4 g6 3.Pc3 Lg7 4.e4 d6 5.f3 0-0 6.Le3 b6                                           |
| Rubanvariant        | 1.d4 Pf6 2.c4 g6 3.Pc3 Lg7 4.e4 d6 5.f3 0-0 6.Le3 Pc6 7.Pge2 Tb8                               |
| Sämisch-Panno       | 1.d4 Pf6 2.c4 g6 3.Pc3 Lg7 4.e4 d6 5.f3 0-0 6.Le3 Pc6 7.Pge2 a6 8.Dd2 Tb8                      |
| Sämisch-Bronstein   | 1.d4 Pf6 2.c4 g6 3.Pc3 Lg7 4.e4 d6 5.f3 0-0 6.Le3 e5 7.d5 Ph5 8.Dd2 Dh4 9.g3 Pg3 10.Df2        |
| orthodox            | 1.d4 Pf6 2.c4 g6 3.Pc3 Lg7 4.e4 d6 5.f3 0-0 6.Le3 e5 7.d5 c6 8.Pge2 cd                         |
| Larsenvariant       | 1.d4 Pf6 2.c4 g6 3.Pc3 Lg7 4.e4 d6 5.Pf3 0-0 6.Le3                                             |
| Zinnowitz           | 1.d4 Pf6 2.c4 g6 3.Pc3 Lg7 4.e4 d6 5.Pf3 0-0 6.Lg5                                             |
| Kazakhvariant       | 1.d4 Pf6 2.c4 g6 3.Pc3 Lg7 4.e4 d6 5.Pf3 0-0 6.Le2 Pa6                                         |
| Andersson           | 1.d4 Pf6 2.c4 g6 3.Pc3 Lg7 4.e4 d6 5.Pf3 0-0 6.Le2 e5 7.de                                     |
| Taimanov            | 1.d4 Pf6 2.c4 g6 3.Pc3 Lg7 4.e4 d6 5.Pf3 0-0 6.Le2 e5 7.Le3                                    |
| Petrosian           | 1.d4 Pf6 2.c4 g6 3.Pc3 Lg7 4.e4 d6 5.Pf3 0-0 6.Le2 e5 7.d5                                     |
| Steinvariant        | 1.d4 Pf6 2.c4 g6 3.Pc3 Lg7 4.e4 d6 5.Pf3 0-0 6.Le2 e5 7.d5 a5                                  |
| Keressysteem        | 1.d4 Pf6 2.c4 g6 3.Pc3 Lg7 4.e4 d6 5.Pf3 0-0 6.Le2 e5 7.d5 Pbd7 8.Lg5 h6 9.Lh4 g5 10.Lg3       |
| orthodox            | 1.d4 Pf6 2.c4 g6 3.Pc3 Lg7 4.e4 d6 5.Pf3 0-0 6.Le2 e5 7.0-0                                    |
| Donner              | 1.d4 Pf6 2.c4 g6 3.Pc3 Lg7 4.e4 d6 5.Pf3 0-0 6.Le2 e5 7.0-0 c6                                 |
| Mar del Plata       | 1.d4 Pf6 2.c4 g6 3.Pc3 Lg7 4.e4 d6 5.Pf3 0-0 6.Le2 e5 7.0-0 Pc6                                |
| bajonetaanval       | 1.d4 Pf6 2.c4 g6 3.Pc3 Lg7 4.e4 d6 5.Pf3 0-0 6.Le2 e5 7.0-0 Pc6 8.d5 Pe7 9.b4                  |
| Aronin-Taimanov     | 1.d4 Pf6 2.c4 g6 3.Pc3 Lg7 4.e4 d6 5.Pf3 0-0 6.Le2 e5 7.0-0 Pc6 8.d5 Pe7 9.Pe1 Pd7             |
| Benkovariant        | 1.d4 Pf6 2.c4 g6 3.Pc3 Lg7 4.e4 d6 5.Pf3 0-0 6.Le2 e5 7.0-0 Pc6 8.d5 Pe7 9.Pe1 Pd7 10.f3 f5 g4 |